# Polaris Music Prize
Polaris Music Prize — музыкальная награда, которая ежегодно вручается полноформатному альбому, выпущенному канадским исполнителем, за художественные достоинства вне зависимости от жанра, объёма продаж и лейбла. Премия была учреждена в 2006 году с денежным призом в размере 20 000 канадских долларов; в 2011 году он вырос до 30 тысяч. Спонсорами премии являются Sirius Satellite Radio, Правительство Канады, FACTOR, Slaight Communications, Radio Starmaker Fund, MuchMusic, Steam Whistle Brewing и The Drake Hotel. Церемония вручения транслируется в прямом эфире по Sirius Satellite Radio и в режиме онлайн на сайте CBC Radio 3, а видеозапись транслируется в прямом эфире на MuchMusic.com и демонстрируется по телеканалу MuchMusic.
Учредители премии определяют членов жюри, в состав которого входят более двухсот канадских музыкальных журналистов, блогеров и работников вещания. Для обеспечения беспристрастного результата никто, связанный прямым финансовые отношения с исполнителями, не имеет право стать членом жюри. Сама организация является зарегистрированной, некоммерческой корпорацией. Члены жюри выбирают пятёрку лучших, по их мнению, канадских альбомов, выпущенных в прошлом году, и расставляют их в таблице голосования; при этом первому месту присуждается пять баллов, второму — четыре балла и т. д. На основе этих баллов составляется так называемый «длинный список» из 40 номинантов, который оглашается в середине июня и отправляется к членам жюри, и они вновь голосуют по той же схеме, после чего составляется «короткий список» из десяти пластинок и публикуются в начале июля. Небольшая группа из 11 членов жюри («Большое жюри») определяет лауреата в зависимости от того, как выступили номинанты непосредственно на церемонии вручения, проходящей в Торонто в конце сентября.

## Лауреаты и номинанты
| Год  | Лауреат                     | Альбом                          | Номинанты шорт-листа |
| ---- | --------------------------- | ------------------------------- | --- |
| 2006 | Final Fantasy               | He Poos Clouds                  | - Broken Social Scene, Broken Social Scene - Cadence Weapon, Breaking Kayfabe - The Deadly Snakes, Porcella - Сара Хармер, I’m a Mountain - K’naan, The Dusty Foot Philosopher - Malajube, Trompe-l’oeil - Metric, Live It Out - The New Pornographers, Twin Cinema - Wolf Parade, Apologies to the Queen Mary           |
| 2007 | Патрик Уотсон               | Close to Paradise               | - Arcade Fire, Neon Bible - The Besnard Lakes, The Besnard Lakes Are the Dark Horse - The Dears, Gang of Losers - Джули Дойрон, Woke Myself Up - Файст, The Reminder - Junior Boys, So This Is Goodbye - Miracle Fortress, Five Roses - Joel Plaskett Emergency, Ashtray Rock - Чад Вангаален, Skelliconnection          |
| 2008 | Карибу                      | Andorra                         | - Black Mountain, In the Future - Basia Bulat, Oh, My Darling - Кетлин Эдвардс, Asking for Flowers - Holy Fuck, LP - Plants and Animals, Parc Avenue - Shad, The Old Prince - Stars, In Our Bedroom After the War - Two Hours Traffic, Little Jabs - The Weakerthans, Reunion Tour                                       |
| 2009 | Fucked Up                   | The Chemistry of Common Life    | - Elliott Brood, Mountain Meadows - Great Lake Swimmers, Lost Channels - Hey Rosetta!, Into Your Lungs (and around in your heart and on through your blood) - K’naan, Troubadour - Malajube, Labyrinthes - Metric, Fantasies - Джоэл Пласкетт, Three - Чад Вангаален, Soft Airplane - Патрик Уотсон, Wooden Arms         |
| 2010 | Karkwa                      | Les Chemins de verre            | - The Besnard Lakes, The Besnard Lakes Are the Roaring Night - Broken Social Scene, Forgiveness Rock Record - Карибу, Swim - Дэн Манган, Nice, Nice, Very Nice - Оуэн Паллетт , Heartland - Radio Radio, Belmundo Regal - The Sadies, Darker Circles - Shad, TSOL - Tegan and Sara, Sainthood                            |
| 2011 | Arcade Fire                 | The Suburbs                     | - Austra, Feel It Break - Braids, Native Speaker - Destroyer, Kaputt - Galaxie, Tigre et diésel - Hey Rosetta!, Seeds - Рон Секссмит, Long Player Late Bloomer - Колин Стетсон, New History Warfare Vol. 2: Judges - Timber Timbre, Creep On Creepin’ On - The Weeknd, House of Balloons                                 |
| 2012 | Файст                       | Metals                          | - Cadence Weapon, Hope in Dirt City - Cold Specks, I Predict a Graceful Expulsion - Дрейк, Take Care - Кэтлин Эдвардс, Voyageur - Fucked Up, David Comes to Life - Граймс, Visions - Handsome Furs, Sound Kapital - Japandroids, Celebration Rock - Yamantaka / Sonic Titan, YT//ST                                      |
| 2013 | Godspeed You! Black Emperor | 'Allelujah! Don't Bend! Ascend! | - Zaki Ibrahim — Every Opposite - Metric — Synthetica - METZ — METZ - Purity Ring — Shrines - Колин Стетсон — New History Warfare Vol. 3: To See More Light - Tegan and Sara — Heartthrob - A Tribe Called Red — Nation II Nation - Whitehorse — The Fate of the World Depends on This Kiss - Young Galaxy — Ultramarine |